# 월터 툭스버리
존 월터 버슬리 툭스버리(영어: John Walter Beardsley Tewksbury, 1876년 3월 21일~1968년 4월 25일)는 미국의 육상 선수이다. 그는 1900년 하계 올림픽에서 두 개의 금메달을 합해 총 다섯 개의 메달을 땄다.
그는 미국 펜실베이니아주 애슐리에서 태어났고, 펜실베이니아 대학에서 치의학을 전공하였다. 대학 육상 팀에서 활동하는 동안, 1898년과 1899년에 각각 110 야드와 220 야드 육상 종목에서 IC4A 타이틀을 얻었다.
졸업 후, 그는 파리에서 열리는 올림픽 경기에 참가하기 위해 파리로 향했다. 툭스버리는 5개의 세부종목에 참가했고, 같은 펜실베이니아 대학 동료인 알빈 크렌즐린을 포함한 다른 사람들과 치열한 경쟁을 했다. 100m 경기 준결승전에서 툭스버리는 세계 신기록을 세웠지만 정작 결승전에서는 프랭크 자비스에게 1위를 내주고 2위를 하고 말았다. 다음 날 그는 400m 허들 경기에 나가기 전, 60m 종목에서 크렌즐린에 이어 2위를 하였다.
아마도 당시에는 미국에서 400m 허들 종목 경기를 별로 하지 않았던 것 같지만, 툭스버리는 쉽게 이 종목에서 지방 출전권을 따낼 수 있었다. 당시의 경기는 오늘날의 경기보다 훨씬 달랐다. 어떤 허들은 트랙 위에 전신선을 놓아 대신하기도 했고, 심지어 마지막 허들은 물 장벽로 대신하기도 했다 (장애물 달리기처럼). 200m 허들 결승전에서 그는 3위로 들어왔다 (1위는 크렌즐린이었다). 200m 종목 결승전은 한 주 뒤에 열렸다. 그는 결승전에서 인도의 노먼 피처드 선수보다 앞서 두 번째 올림픽 개인 메달을 따냈다.
그는 스포츠계에서 은퇴한 후, 펜실베이니아주 툰카노크에 치과 영업을 하였다. 그는 1968년 92세의 나이로 사망했다.